# Margarita (nombre)
Margarita es un nombre femenino de origen griego Μαργαρίτης ("Margarites"), que significa "perla".

## Variantes
Algunas variantes del nombre son: Ati, Daisy, Mago, Magali, Magi, Margui, Marguerite, Margot, Margherita, Margery, Marge, Marged, Margaretha, Margarete, Maya, Ghita, Greta, Gretel, Grete, Gretchen, Madge, Maggie, Margie, Marggie, Meg, Meggie, Megan, Meta, Mared, Mairead, Peg, Peggy, Peggie, Pegeen, Rita, Tita y Mita.
El nombre también corresponde a la flor ornamental Bellis sylvestris, en latín, Margarita y, usualmente se bautizan a mujeres en honor a esta cotizada flor. El origen del nombre nace en Escocia[cita requerida], con Santa Margarita de Escocia, descendiente de unos reyes de Inglaterra por parte de padre (el príncipe heredero inglés Eduardo Atheling), quien fue desterrado, y su madre Ágata, una princesa húngara. Cuando comenzaron las guerras danesas y normandas en Inglaterra, se refugia en Escocia, donde conoce al rey Malcolm III y se convierte en su esposa. Fue una reina que fomentó la vida religiosa, la cultura y la educación.
Su santo se celebra el 16 de noviembre o el 10 de junio.